# ウクライナ国家親衛隊
ウクライナ国家親衛隊（ウクライナこっかしんえいたい）、またはウクライナ国家警護隊（ウクライナこっかけいごたい）（ウクライナ語: Національна гвардія України、Natsionalna hvardiya Ukrayiny、略称NGU）は、ウクライナ内務省に属する国内軍組織。

## 歴史

### 1991年～2000年
ウクライナ国家親衛隊は、1991年のソビエト連邦崩壊に伴い、1991年11月4日付でウクライナ国内に駐屯するソ連国内軍部隊の一部を基にして編成された（同時期にウクライナ国内軍も、同じく旧ソ連国内軍部隊を基に編成された）。
ウクライナ国家親衛隊は、1992年に発生した沿ドニエストル紛争において、ウクライナとモルドバ（および沿ドニエストル共和国）の国境付近に展開し、ウクライナへの同紛争の飛び火に備えた。
また、1992年から1994年にかけて、クリミア州議会がウクライナからの独立を宣言したことに伴うクリミア危機においても、ウクライナ国家親衛隊はウクライナ国内軍と共にクリミア共和国の独立運動けん制に出動した。
1999年レオニード・クチマ大統領の政権下において、予算削減を主な理由として国家親衛隊の解散が決定された。正式には翌2000年1月11日付で解体され、配下の部隊は主にウクライナ国内軍（一部の部隊はウクライナ陸軍）に移管された。

### 2014年以降
2014年2月のウクライナ騒乱後、3月13日に最高議会において国家親衛隊法が成立し、ウクライナ国内軍を改編して創設された。首都キーウ（キエフ）に司令部を置く。国民の生命と財産の保護、治安維持、対テロ、重要施設防護等を主な任務とし、ウクライナ軍と協力しての軍事作戦による武力侵略の撃退、領土防衛等も実施する。

## 組織

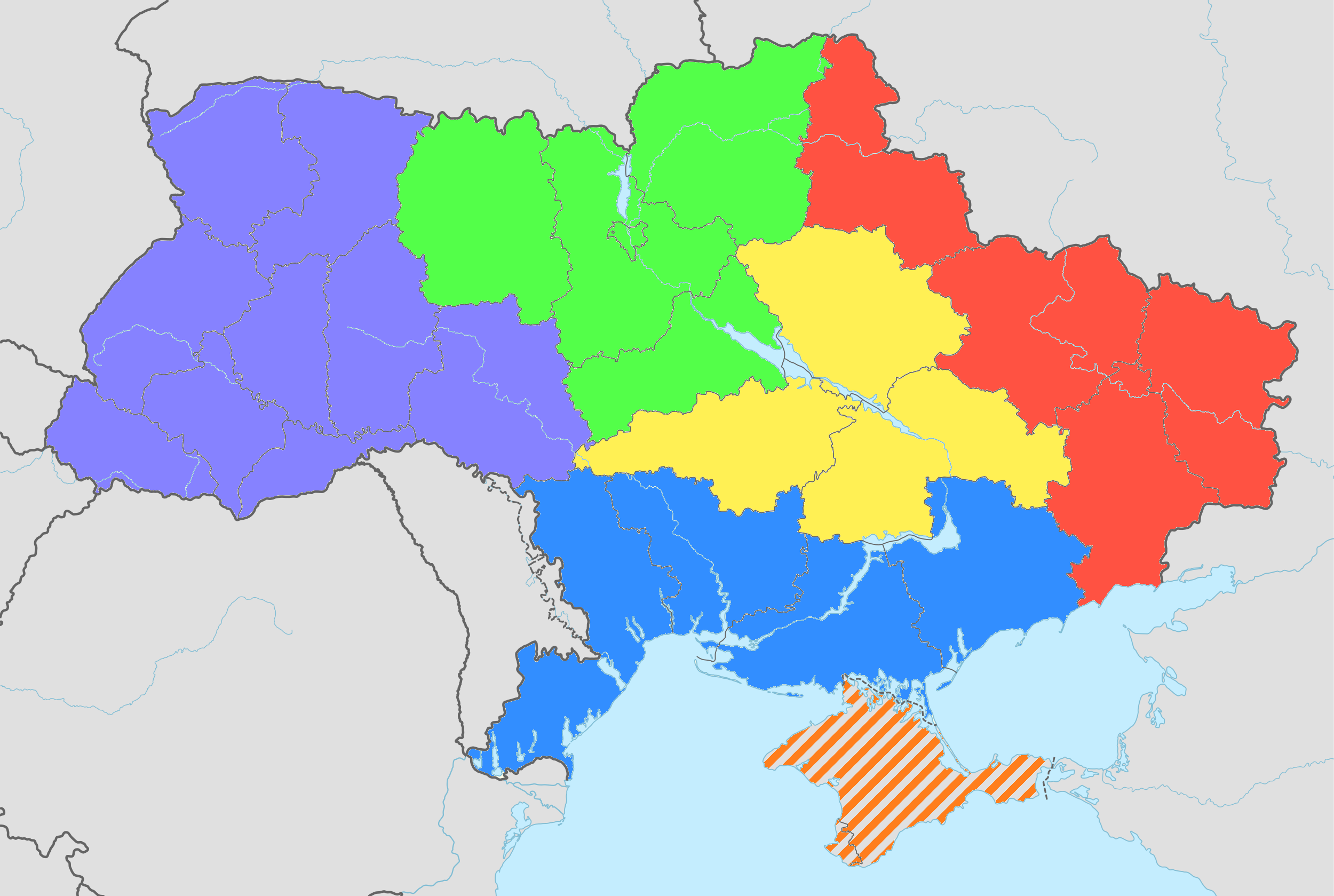
各作戦地域管区の配置
西部作戦地域管区
北部作戦地域管区
中部作戦地域管区
東部作戦地域管区
南部作戦地域管区
クリミア作戦地域管区

ウクライナ国家親衛隊は、西部、北部、中部、東部、南部およびクリミアの6個作戦地域管区と国家親衛隊司令部直属部隊で構成される。なお、クリミア作戦地域司令部は管轄地域（クリミア自治共和国並びにセヴァストポリ）がクリミア併合によってロシアの実効支配下に置かれているため、書類上の編成となっている。

### 国家親衛隊司令部直轄部隊
- 国家親衛隊司令部（ウクライナ語版）（キーウ）
  - 独立国家親衛隊司令部警護・支援大隊（ウクライナ語版）（キーウ、軍部隊3078）
  - 第16独立砲兵旅団（ドニプロ、軍部隊3101）
  - 国家親衛隊航空基地（ウクライナ語版）（オレクサンドリーヤ、軍部隊2269）
    - 第1飛行隊 - Mi-8T/MT/MSB
    - 第2飛行隊 - Mi-8T/MT/MSB、Mi-2MSB（ウクライナ語版）
    - 第3飛行隊（ジュリャーヌィ空軍基地） - An-26、An-72V/P、An-74
    - 無人機飛行隊 - フライアイ（ウクライナ語版）、RQ-11B、フューリー（ウクライナ語版）、KS-1

  - オメガ対テロ特殊部隊（ノヴィ・ペトリフツィ（英語版）、軍部隊3073）
  - 共同通信センター（ウクライナ語版）（ノヴィ・ペトリフツィ、軍部隊3077）
  - 独立特務無人航空機部隊タイフーン（ウクライナ語版）（キーウ）

#### 重要産業・外国公館警備部隊
- 第22独立旅団（ウクライナ語版）（キーウ、軍部隊2260。ウクライナ国内に駐在する諸外国の在外公館等の警備を担当）
  - 第1大隊
  - 第2大隊
  - 第3大隊
- 第1国家重要施設防護連隊（ウクライナ語版）（ドニプロ、軍部隊3021。ユージュマシュ、ドニプロペトロウシク機械製作工場（ウクライナ語版）等の警備を担当）
  - 第1小銃大隊
  - 第2小銃大隊
  - 第4小銃大隊
- 第2国家重要施設防護連隊（ウクライナ語版）（ショストカ（英語版）、軍部隊3022）
  - 第1歩兵大隊
  - 第2歩兵大隊
  - 第3歩兵大隊
  - 砲兵大隊
  - 高射ミサイル大隊
- 第4国家重要施設防護連隊（ウクライナ語版）（パウロフラード、軍部隊3024。パウロフラード化学工場（ウクライナ語版）、パウロフラード機械工場（ウクライナ語版）、ハルキウ物理技術研究所等の警備を担当）
  - 第1小銃大隊
  - 第2小銃大隊
  - 第3小銃大隊

#### 原子力関連施設警備部隊
- 第2独立原子力発電所防護大隊（ウクライナ語版）（エネルホダル、軍部隊3042。ザポリージャ原子力発電所の警備を担当）
- 第29国家重要施設防護連隊（ウクライナ語版）（ネティシン（英語版）、軍部隊3043。フメリニツキー原子力発電所の警備を担当）
- 第30国家重要施設防護連隊（ウクライナ語版）（ユズノウクラインスク、軍部隊3044。南ウクライナ原子力発電所の警備を担当）
- 第33国家重要施設防護連隊（ウクライナ語版）（バラシュ（英語版）、軍部隊3045。リウネ原子力発電所の警備を担当）
- スコーピオン特殊部隊分遣隊（ウクライナ語版）（キーウ、上記5か所の原子力発電所のほか、原子炉を有する研究施設や、核燃料・放射性物資の輸送時の防護を担当）

### 西部作戦地域司令部
- 西部作戦地域司令部（リヴィウ。軍部隊2250）
  - 第2独立旅団（リヴィウ、テルノーピリ、ウージュホロド、ドロホブィチ。軍部隊3002）
    - 第15独立大隊（ウクライナ語版）（リウネ。軍部隊3055）

  - 第40連隊（ウクライナ語版）（ヴィーンヌィツャ。軍部隊3008）
    - パトロール大隊
    - 小銃大隊
    - 特務大隊

  - 第45特務連隊（ウクライナ語版）（リヴィウ。軍部隊4114）
    - 第1特務大隊
    - 第2特務大隊
    - 第3特務大隊

  - 第50連隊（ウクライナ語版）（イヴァーノ＝フランキーウシク。軍部隊1241）
    - 第3パトロール大隊
    - 第4特務大隊（ウクライナ語版）（軍部隊1241）
    - チェルノフツィ中隊

  - 第36独立連隊（ウクライナ語版）（フメリニツキー、カームヤネツィ＝ポジーリシクィイ。軍部隊3053）
  -  第24独立連隊（ウクライナ語版）（チェルニウツィー。軍部隊3113）
  -  第26独立連隊（ウクライナ語版）（ウージュホロド。軍部隊3115）
  -  第32独立大隊（ウクライナ語版）（ルーツィク。軍部隊1141）
  - 無人機群
  - 予備役衛生中隊
  - 訓練センター

### 北部作戦地域司令部
- 北部作戦地域司令部（キーウ、軍部隊3001）
  - 第27独立連隊（ウクライナ語版）（チェルニーヒウ、軍部隊3082）
    - 歩兵中隊
    - 第1パトロール大隊
    - 第2パトロール大隊

  - 第75独立大隊（ウクライナ語版）（ジトーミル、軍部隊3047）
  - 第2予備役大隊
  - 無人機群
  - 予備役衛生中隊
  - 訓練センター

### 中部作戦地域司令部
- 中部作戦地域司令部（ドニプロ、軍部隊3006）
  - 第21独立治安防護旅団（クルィヴィーイ・リーフ、軍部隊3011）
  - 第31旅団（ドニプロ、軍部隊3036）
  - 第14独立大隊（ウクライナ語版）（ドニプロ、軍部隊3054）
  - 第26独立大隊（ウクライナ語版）（クレメンチューク、軍部隊3059）
  - 無人機群
  - 予備役衛生中隊

### 東部作戦地域司令部
- 東部作戦地域司令部（ハルキウ、軍部隊2240）
  - 第5独立旅団（ハルキウ、軍部隊3005）
  - 第35独立連隊（ウクライナ語版）（スームィ、軍部隊3051）
  - 無人機群
  - 予備役衛生中隊
  - 訓練センター

### 南部作戦地域司令部
- 南部作戦地域司令部（オデッサ、軍部隊3003）
  - 第11旅団（オデッサ、軍部隊3012）
    - 第18独立大隊（ウクライナ語版）（イズマイール、軍部隊3058）

  - 第23独立治安防護旅団（ザポリージャ、メリトポリ、ベルジャーンシク、エネルホダル、軍部隊3033）
  - 第19治安防護連隊（ムィコラーイウ、軍部隊3039）
  - 第34独立連隊（ウクライナ語版）（ヘルソン、軍部隊3056）
  - 第19独立大隊（ウクライナ語版）（ザポリージャ、軍部隊3026）
  - 第34独立大隊（ウクライナ語版）（オデッサ、軍部隊3014）
  - オデッサ特殊部隊分遣隊
  - 無人機群
  - 予備役衛生中隊
  - 訓練センター

### 第1軍団
- 第1軍団（軍部隊4110）
  - 第1特務旅団（イルピン→ヴィーシュホロド、軍部隊3027）
  - 第12特務旅団アゾフ（マリウポリ、軍部隊3057）
    - 第1特務大隊
    - 第2特務大隊
    - 戦車大隊
    - 砲兵大隊
    - 高射ミサイル大隊

  - 第14特務旅団（カルィーニウカ、軍部隊3028）
  - 第15特務旅団（ザポリージャ、軍部隊3029）
  -  第20特務旅団

### 第2軍団
- 第2軍団（軍部隊4125）
  - 第3特務旅団（ハルキウ、軍部隊3017）
  - 第4即応旅団（ホストメリ、軍部隊3018）
  -  第13「ハルティヤ」特務旅団（ハルキウ州、軍部隊3102）
  - 第17旅団（ポルタヴァ、軍部隊3052）
  - 第18旅団（スラヴャンスク、軍部隊3035）
    - 第2特務大隊ドンバス分遣隊

### 陸軍第12軍団
第12軍団は陸軍所属であるが、陸軍と領土防衛隊だけでなく国家親衛隊からも部隊が抽出されている。以下には、国家親衛隊の部隊のみを表記。
- 陸軍第12軍団
  - 第19旅団（軍部隊3114）
  - 第25独立治安防護旅団（ウクライナ語版）（キーウ、軍部隊3030）
    - 第1パトロール大隊
    - 第2パトロール大隊
    - 第3パトロール大隊
    - 第4パトロール大隊
    - 第5パトロール大隊
    - 特務儀仗大隊（ウクライナ語版）（キーウ）

  - 第27独立旅団（キーウ、軍部隊3066）
    - クルチツキー大隊（ウクライナ語版）

  - 第28国家重要施設防護連隊（スラブチッチ、軍部隊3041。チェルノブイリ原子力発電所およびチェルノブイリ立入禁止区域の警備を担当）
  - 第31独立連隊（ウクライナ語版）（チェルカースィ、軍部隊3061）

### クリミア地域作戦司令部
- クリミア作戦地域司令部（ウクライナ語版）（シンフェロポリ、軍部隊2222）

### 教育・訓練機関
- ウクライナ国家親衛隊士官学校（ウクライナ語版、英語版）（ハルキウ）
- ウクライナ国家親衛隊訓練センター（ウクライナ語版）（ゾーロチウ、軍部隊3007）

### 廃止された部隊
- 第1師団（ウクライナ語版）（軍部隊2210）
- 第2師団（ウクライナ語版）（軍部隊2220）
- 第3師団（ウクライナ語版）（軍部隊2230）
- 第4師団（ウクライナ語版）（軍部隊2240）
- 第5師団（ウクライナ語版）（軍部隊2250）
- 第6師団（ウクライナ語版）（軍部隊2280）
- 第7師団（ウクライナ語版）（軍部隊2222）
- 第17連隊（ウクライナ語版、ロシア語版）（軍部隊4117。1999年解隊）
- 第12特務旅団（マリウポリ、軍部隊3057）：元・東部作戦地域司令部隷下。2023年にアゾフ連隊の旅団への増強改変時に、第12特務旅団の名称をアゾフ旅団に譲り渡して解隊。
- ベガ特殊部隊分遣隊（ウクライナ語版）（リヴィウ）：元・西部作戦地域司令部隷下。2018年解隊。
- アレス特殊部隊分遣隊（ウクライナ語版）（ハルキウ）：元・東部作戦地域司令部隷下。2022年秋にオメガ部隊に吸収合併される形で解隊。

## 装備

### 火砲・ロケット
| 名称              | 画像 | 製造国         | 種別                     | 備考 |
| ----------------- | ---- | -------------- | ------------------------ | ---- |
| DRTG-73           |      | ブルガリア     | 対戦車ロケット擲弾発射器 |      |
| PSRL-1            |      | アメリカ合衆国 | 対戦車ロケット擲弾発射器 |      |
| SPG-9             |      | ソビエト連邦   | 無反動砲                 |      |
| 82mm迫撃砲KBA-48M |      | ウクライナ     | 迫撃砲                   |      |
| 120mm迫撃砲2S12   |      | ソビエト連邦   | 迫撃砲                   |      |
| D-30 122mm榴弾砲  |      | ソビエト連邦   | 榴弾砲                   |      |
| ZU-23-2           |      | ソビエト連邦   | 対空機関砲               |      |

### ミサイル
| 名称                | 画像 | 製造国       | 種別                 | 備考 |
| ------------------- | ---- | ------------ | -------------------- | ---- |
| 9K38                |      | ソビエト連邦 | 携帯式地対空ミサイル |      |
| RK-2 ステューフナ-P |      | ウクライナ   | 対戦車ミサイル       |      |
| バリア              |      | ウクライナ   | 対戦車ミサイル       |      |
| RK-3 コルサル       |      | ウクライナ   | 対戦車ミサイル       |      |

### 装甲車両
| 名称                  | 画像 | 製造国       | 種別           | 備考                                 |
| --------------------- | ---- | ------------ | -------------- | ------------------------------------ |
| T-64B/BV/B1V/B1M      |      | ウクライナ   | 主力戦車       |                                      |
| T-72B/M1              |      | ソビエト連邦 | 主力戦車       |                                      |
| BTR-7                 |      | ウクライナ   | 装甲兵員輸送車 |                                      |
| BTR-3                 |      | ウクライナ   | 装甲兵員輸送車 |                                      |
| BTR-4                 |      | ウクライナ   | 装甲兵員輸送車 |                                      |
| BTR-80                |      | ソビエト連邦 | 装甲兵員輸送車 | ドンバス戦争でロシア連邦軍より鹵獲。 |
| KrAZ クーガー         |      | ウクライナ   | 装輪装甲車     |                                      |
| KrAZ スパルタン       |      | ウクライナ   | 装輪装甲車     |                                      |
| KrAZ コブラ           |      | ウクライナ   | 装輪装甲車     |                                      |
| コザック2             |      | ウクライナ   | 装輪装甲車     |                                      |
| ノヴァトール          |      | ウクライナ   | 装輪装甲車     |                                      |
| KrAZ シュレック・ワン |      | ウクライナ   | MRAP           |                                      |
| ヴァルタ              |      | ウクライナ   | 装輪装甲車     |                                      |
| KrAZ-6322 NMRV-A      |      | ウクライナ   | 装甲トラック   |                                      |

## 歴代司令官

### 2014年以降
| 代 | 氏名                       | 階級 | 在任期間                | 出身校                             | 前職                   |
| -- | -------------------------- | ---- | ----------------------- | ---------------------------------- | ---------------------- |
| 1  | ステパン・ポルトラック     | 中将 | 2014.04.15 - 2014.10.14 | ウクライナ国防大学校               | 国内軍司令官           |
| 2  | オレクサンドル・クリベンコ | 中将 | 2014.10.14 - 2015.02.06 | オムスク高等諸兵科連合軍指揮官学校 | 国家親衛隊副司令官     |
| 3  | ミコラ・バーラン           | 中将 | 2015.02.06 - 2015.12.30 | ウクライナ国家親衛隊士官学校       | 国家親衛隊副司令官     |
| 4  | ユーリー・アレロフ         | 中将 | 2015.12.30 - 2019.05.07 | ウクライナ国防大学校               | 南部作戦地域管区司令官 |
| 5  | ミコラ・バーラン           | 中将 | 2019.05.07 - 2022.01.27 | ウクライナ国家親衛隊士官学校       | 国家親衛隊副司令官     |
| 6  | ユーリー・レビド           | 中将 | 2022.02.25 - 2023.07.08 | ウクライナ国防大学校               | 東部作戦地域管区司令官 |
| 7  | オレクサンドル・ピブネンコ | 准将 | 2023.07.08 -            | ウクライナ国防大学校               | 東部作戦地域管区司令官 |